# フランツィスカ・キンスキー
フランツィスカ・キンスキー・フォン・ヴヒニッツ・ウント・テッタウ（Franziska Kinsky von Wchinitz und Tettau, 1813年8月8日 - 1881年2月5日）は、リヒテンシュタイン公アロイス2世の妻。
フランツ・デ・パウラ・キンスキー伯爵とその妻のヴルブナ・ウント・フロイデンタール伯爵夫人テレーゼの間の娘として生まれ、1831年8月8日にウィーンにおいてアロイス2世と結婚した。公妃として、リヒテンシュタイン公国内に初めて孤児院を建設させている。夫との間には2男9女の11人の子女をもうけた。

## 子女
- マリー・フランツィスカ・デ・パウラ・テレジア・ヨーゼファ（1834年 - 1909年） - 1860年、トラウトマンスドルフ＝ヴァインスベルク伯爵フェルディナントと結婚
- カロリーナ・マリア・ヨーゼファ・ヴァルプルギス・ネストーリア（1836年 - 1885年） - 1855年、シェーンブルク＝ハルテンシュタイン侯アレクサンダーと結婚
- ゾフィー・マリー・ガブリエーレ・ピア（英語版）（1837年 - 1899年） - 1863年、レーヴェンシュタイン＝ヴェルトハイム＝ローゼンベルク侯カール・ハインリヒ（英語版）と結婚　ブラガンサ公妃マリア・テレザの母
- アロイジア・マリア・ガブリエーラ・ヒッポリタ（1838年 - 1920年） - 1864年、フュンフキルヒェン伯爵ハインリヒと結婚
- イーダ・マリア・ランベルタ・テレジア・フランツィスカ・デ・パウラ（1839年 - 1921年） - 1857年、シュヴァルツェンベルク侯アドルフ・ヨーゼフと結婚
- ヨハネス・マリア・フランツ・プラキドゥス（1840年 - 1929年） - リヒテンシュタイン公
- フランツィスカ・クサヴェリア・マリア・ダーフィダ（1841年 - 1858年）
- ヘンリエッテ・マリア・ノルベルタ（1843年 - 1931年） - 1865年、リヒテンシュタイン公子アルフレートと結婚
- アンナ・マリア・フランツィスカ・デ・パウラ・レアンドラ（1846年 - 1924年） - 1864年、ロプコヴィッツ侯ゲオルク・クリスティアンと結婚
- テレーゼ・マリア・ヨーゼファ・マルタ（1850年 - 1938年） - 1882年、バイエルン王子アルヌルフと結婚
- フランツ・デ・パウラ・マリア・カール・アウグスト（1853年 - 1938年） - リヒテンシュタイン公